# 頭棘孔鼬魚
頭棘孔鼬魚（学名：Porogadus miles），又名頭棘孔鼬鳚、鼬魚，为鼬魚科孔鼬鳚屬下的一个种。